# Донг Тхап (провинция)
Донг Тхап (на виетнамски: Đồng Tháp) (буквално: Бронзова кула) е виетнамска провинция разположена в регион Донг Банг Сонг Ку Лонг. На север граничи с провинция Лонг Ан, на юг с Ан Жианг, на запад с Камбоджа, а на изток с провинциите Вин Лонг и Тиен Жианг. Населението е 1 600 170 души (2022).

## Административно деление
Провинция Донг Тхап се състои от самостоятелен град-административен център Као Лан, един самостоятелен град Са Дак и девет окръга:
- Као Лан
- Тяу Тхан
- Хонг Нгу
- Лай Вунг
- Лап Во
- Тан Хонг
- Там Нонг
- Тхан Бин
- Тхап Муой